# Muro en Cameros
Muro en Cameros is een gemeente in de Spaanse provincie en regio La Rioja met een oppervlakte van 15,99 km². Muro en Cameros telt 45 inwoners (1 januari 2016).

## Demografische ontwikkeling
Bron: INE, 1857-2011: volkstellingen